# Salvatore Sorrenti
Salvatore Sorrenti (Cittiglio, 16 gennaio 1978) è un ex hockeista su ghiaccio italiano.
Nato a Cittiglio, fa le giovanili con il Como. In massima serie ha vestito la maglia del Varese (dal 1997 al 2000 e dal 2003 al 2005) e del Brunico (per alcuni incontri della stagione 2000-2001). Con le stesse due compagini ha giocato anche in seconda serie, categoria in cui ha vestito anche le maglie dello stesso Como, del Bressanone e del Torino. 
Con la nazionale italiana ha giocato 2 incontri.